# Eonotema

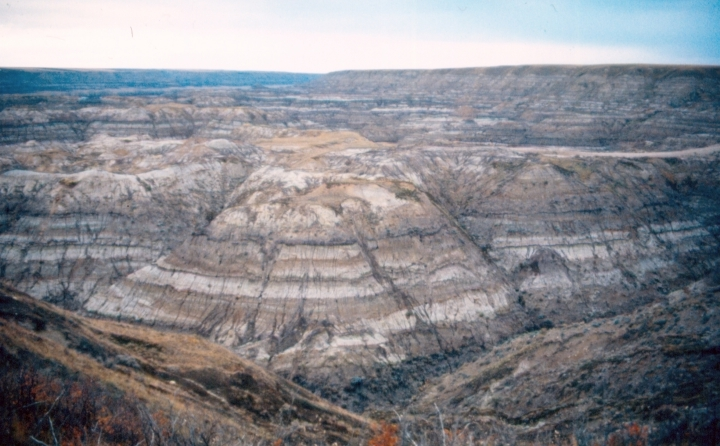
Formación Horseshoe Canyon, expuesta en el cañón Horseshoe, cerca de Drumheller (Alberta, Canadá).

En estratigrafía, un eonotema es una unidad cronoestratigráfica de mayor rango que los eratemas. El tiempo de la escala temporal geológica equivalente es el eón, que posee el mismo nombre que el eratema. Para la historia de la Tierra sólo se han definido tres eonotemas: el Arcaico, el Proterozoico y el Fanerozoico (de más antiguo a más reciente). 
El eonotema son cuerpos de roca, por lo que no debe confundirse con el eón en sí mismo, que es  tiempo, el tiempo geológico, en millones de años, durante el que se formaron las rocas comprendidas en el eonotema. 
En la práctica, la columna de rocas es discontinua:

Técnicamente, un registro geológico completo no se produce en ningún lugar. Para que tal registro se desarrollase, se requeriría que la zona hubiese estado recibiendo depósitos sedimentarios continuamente desde el origen de la Tierra. No existe ningún sitio donde tal situación se conozca que exista. Si existiese, no podríamos observar con efectividad los estratos ya que aún estarían enterrados, y los estratos modernos continuarían depositándose encima de ellos. La superficie de la Tierra ha sido demasiado dinámica como para permitir que ocurriese tal cosa en cualquier lugar. Ninguna zona ha estado en una condición tan estática a través de la larga historia de la Tierra. Las zonas que han tenido sedimentos depositados sobre ellas en un primer momento son con posterioridad elevadas y erosionadas. En algunos lugares esto ha ocurrido múltiples veces. Hay abundantes evidencias que prueban tal secuencia de eventos.

Los eonotemas se subdividen en eratemas y estos a su vez en sus subdivisiones menores (series, sistemas y pisos), y existe todo un sistema estándar internacional de clasificación por unidades cronoestratigráficas bajo la supervisión de la Comisión Internacional de Estratigrafía: la tabla cronoestratigráfica internacional.

## Estándares de fechado
Las GSSA (edad estratigráfica global estándar) están definidas por la  Comisión Internacional de Estratigrafía (ICS) y se usan primordialmente para el fechado de rocas de más de 630 millones de años de antigüedad (630 Ma), antes de la aparición de un buen registro fósil. El registro se vuelve irregular alrededor de 542 Ma, y el ICS puede bien tener el recurso de definir GSSA adicionales entre las dos fechas.
Para períodos más recientes, se usa para definir tales límites la GSSP (Global Boundary Stratotype Section and Point), ampliamente basado en avances de investigación en geobiología y en métodos mejorados de fechado fósil. En contraposición a las GSSA, las GSSP se basan en eventos importantes y transiciones dentro de una sección estratigráfica particular. En secciones más antiguas, hay un insuficiente registro fósil o insuficientes secciones bien conservadas para identificar los eventos clave necesarios para una GSSP, así que se definen GSSA basándose en fechas fijas.